# Ponera pennsylvanica
Ponera pennsylvanica är en myrart som beskrevs av Buckley 1866. Ponera pennsylvanica ingår i släktet Ponera och familjen myror. Inga underarter finns listade i Catalogue of Life.

## Bildgalleri

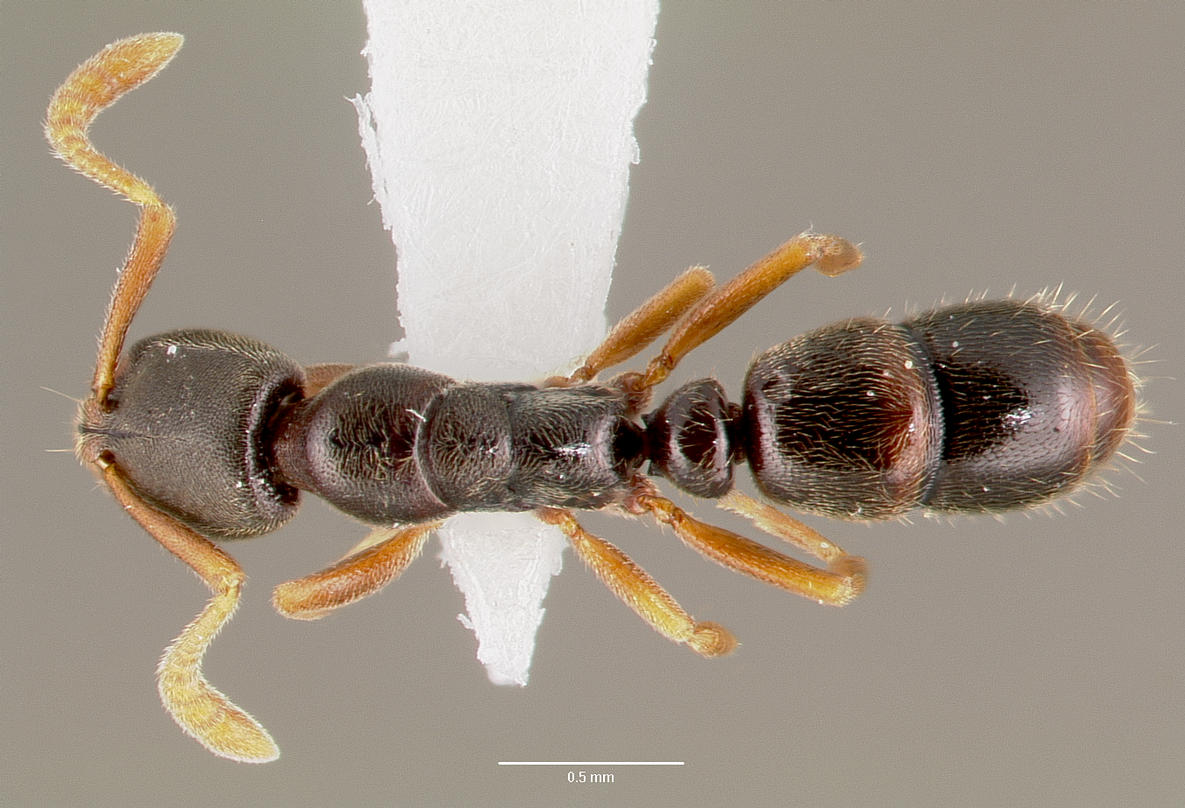
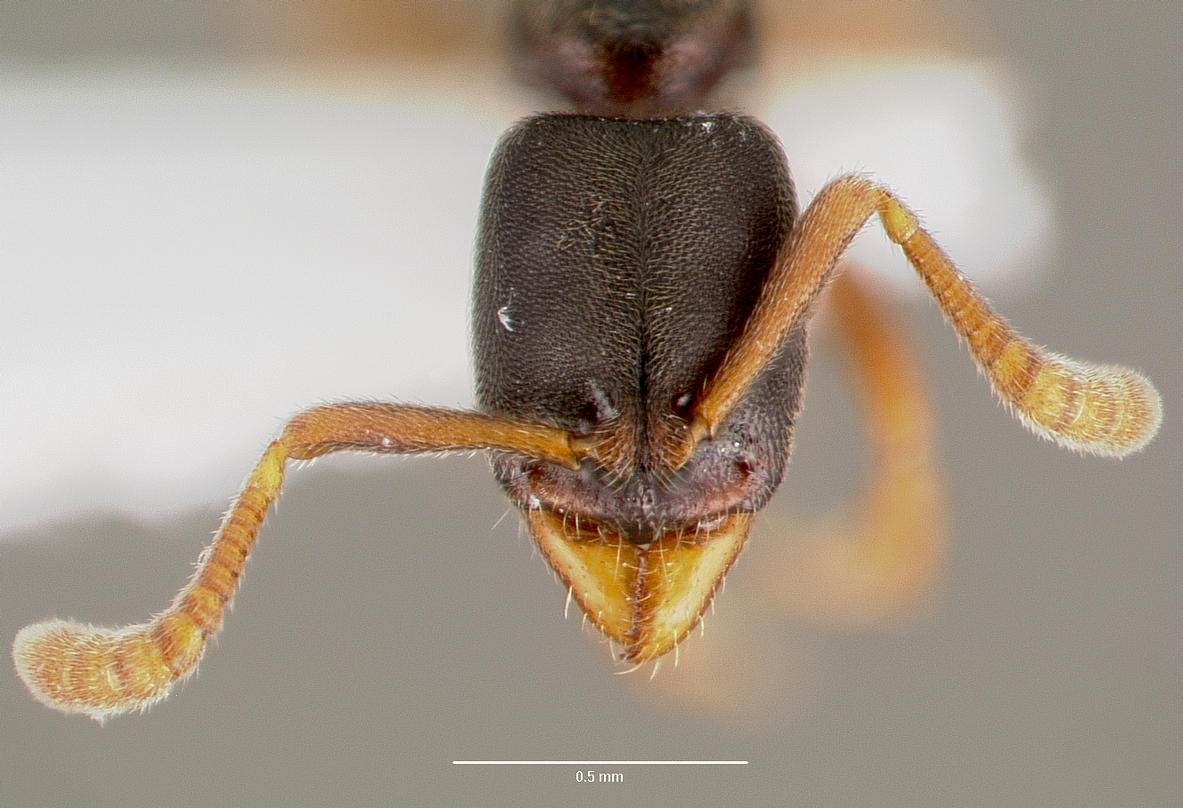
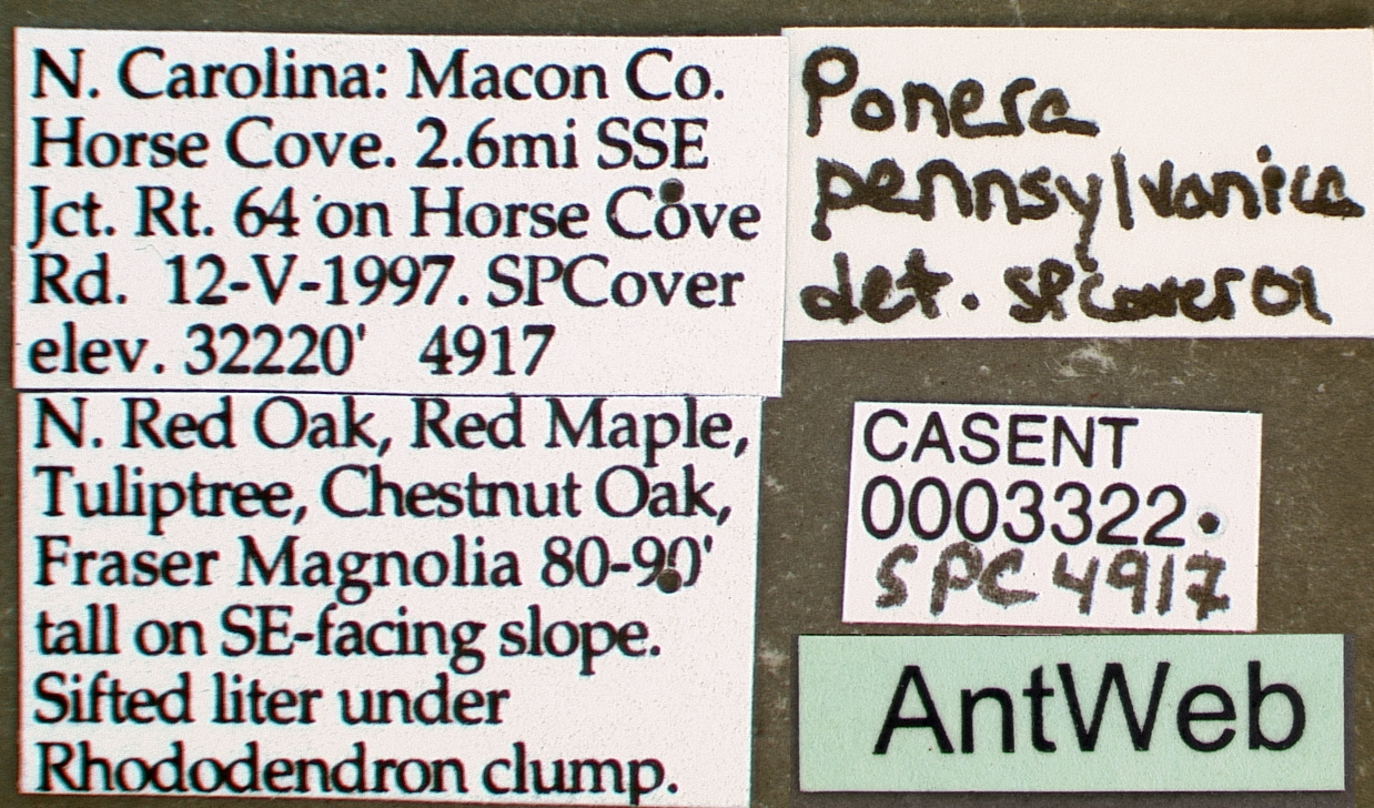
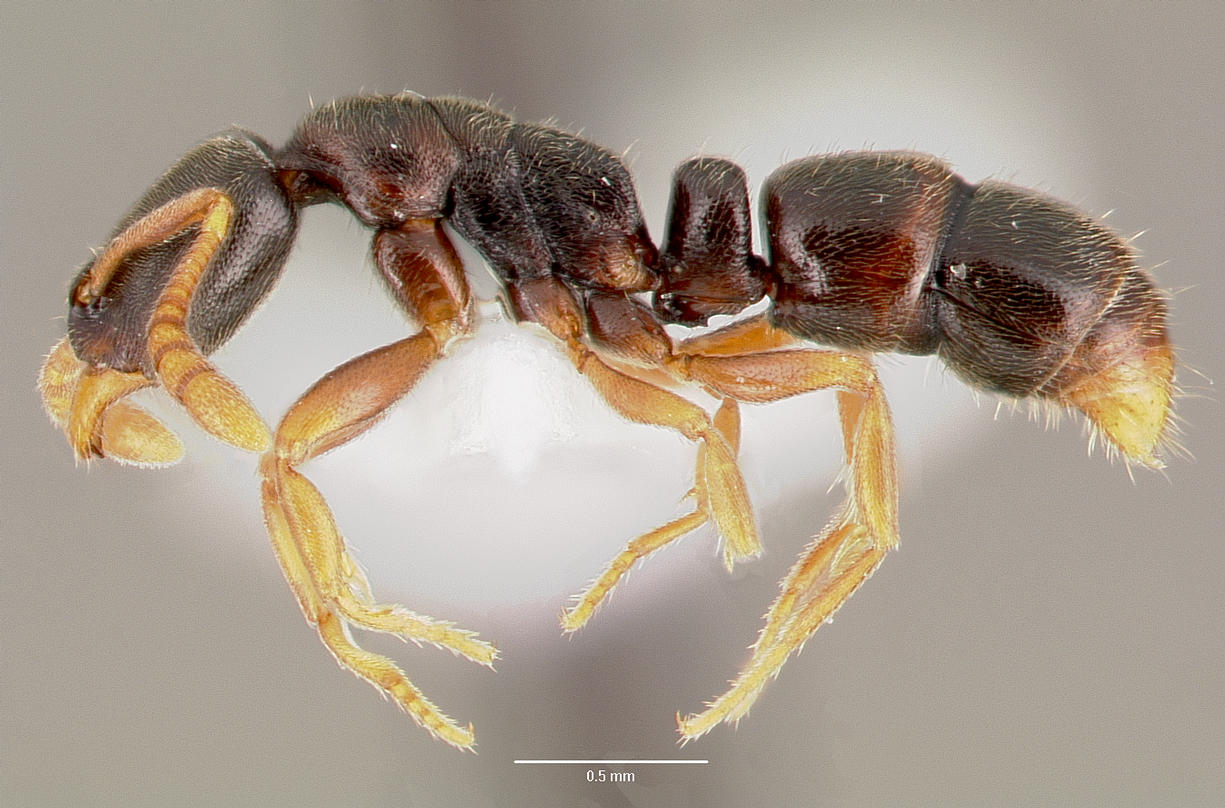
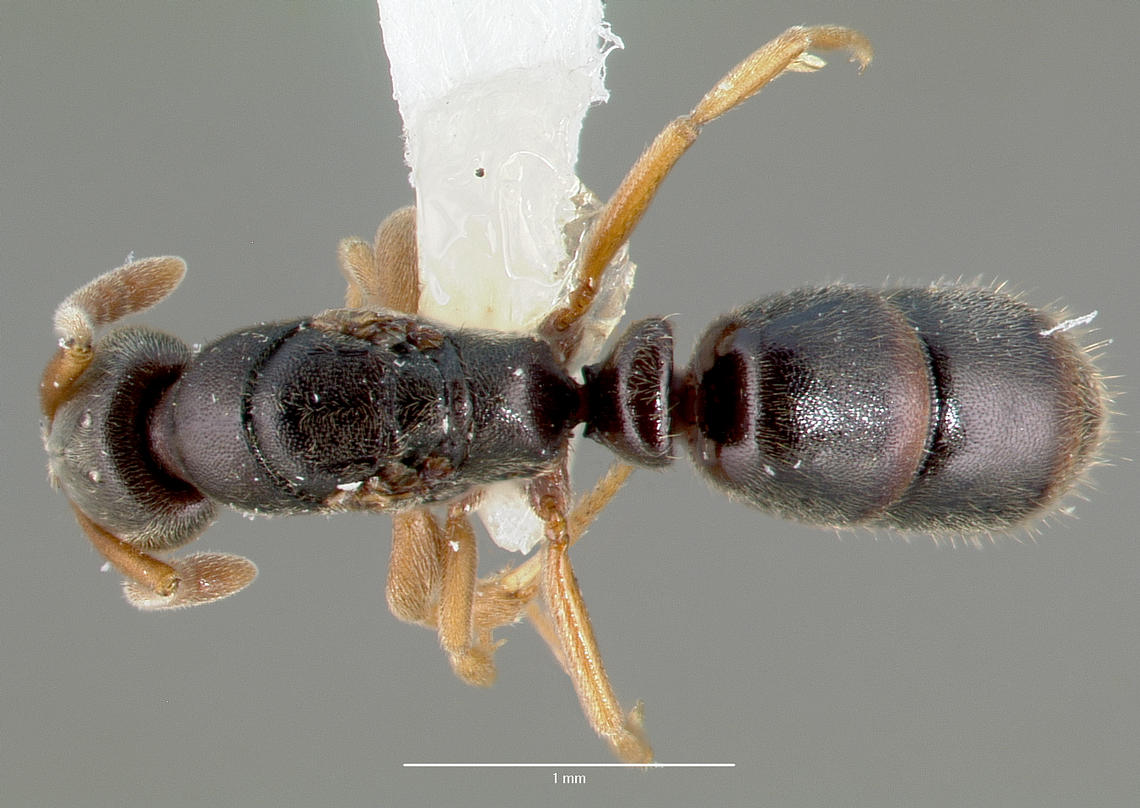
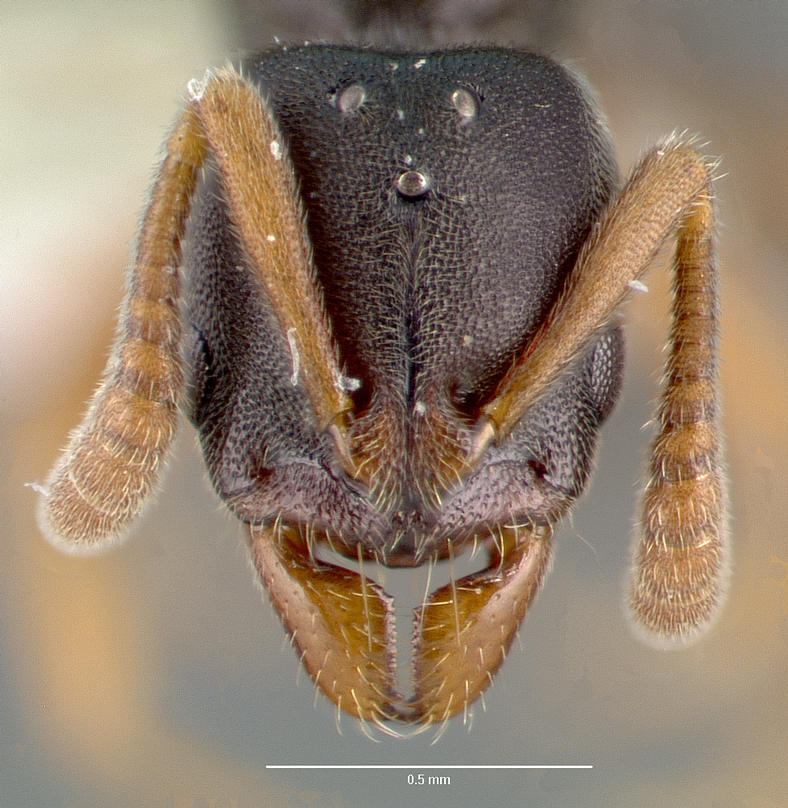